# Torre San Giovanni
Torre San Giovanni è una località balneare salentina posta sul Mar Ionio, in provincia di Lecce. È frazione del comune di Ugento, da cui dista circa 5 km, posta tra Torre Mozza e le marine di Alliste,  sorge a 3 metri sul livello del mare con 430 abitanti durante tutto l'anno e oltre 50.000 residenti durante il periodo estivo.

## Storia

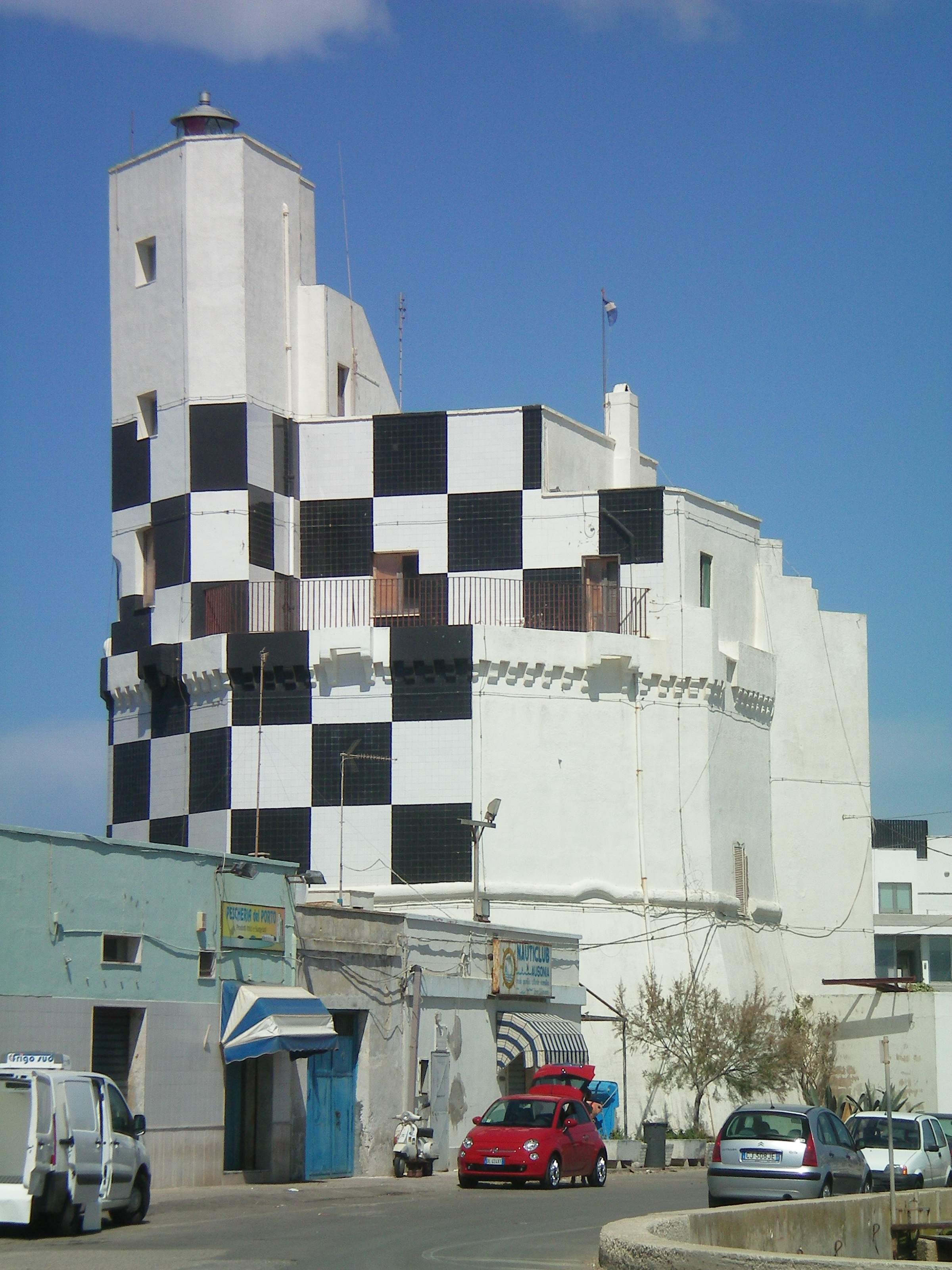
La torre vista dal molo del porto

Torre San Giovanni ha una storia antica almeno quanto la città di cui è recentemente diventata frazione, dopo esserne stata da sempre marina. Tutto lascia supporre che questo approdo marittimo abbia rivestito una certa importanza strategica sin dai tempi della messapica cittadina di Ozan (rinominata Uxentum dai Romani e quindi Ugento). Ciò è confermato dalla presenza dei resti archeologici di un tratto di mura messapiche, situate proprio ai piedi della torre che dà il nome alla zona, databili intorno al 500 a.C. A partire dal secondo secolo a.C., sotto dominazione romana, il porto venne presumibilmente utilizzato anche come "scalo" militare, assumendo un rilevante ruolo nelle campagne di guerra che periodicamente modificavano la morfologia di questo territorio. Nella zona prospiciente alle mura messapiche sono stati ritrovati anche dei resti di un insediamento abitativo romano, il che conferma l'importanza del presidio di questo tratto di costa.
Tra alterne vicende, il territorio Torre San Giovanni si trovò ad essere abbandonato dalla popolazione al comparire del flagello della malaria. Fattori geografici e climatici, infatti, permisero la formazione di estese zone paludose, che non tardarono ad essere infestate dalla zanzara anofele e quindi indussero gli abitanti a spostarsi verso l'entroterra. Questa situazione di abbandono si protrasse fino alla metà del XX secolo quando, in seguito alla bonifica e al recupero dei territori attuata dal governo fascista, il piccolo borgo tornò a popolarsi, inizialmente solo dai pescatori che attraccavano la propria barca al porto (le case costruite nelle immediate vicinanze dell'approdo risultano infatti essere le più "datate"). Risale poi agli anni settanta l'inizio dell'interesse dal punto di vista turistico, e la conseguente costruzione di ville, alberghi e villaggi, fino all'epoca attuale, che vede Torre San Giovanni località di primo piano, segnalata nei cataloghi di tutti i tour operator e ai primi posti per quanto riguarda la ricettività e l'offerta di posti letto tra tutte le località balneari del Salento.

## La Torre
La torre rappresenta il sito più antico dell'intero villaggio e costituisce, oltre che un punto di riferimento terrestre e marittimo di grande utilità e importanza, anche una tangibile testimonianza dei fasti ricoperti da Ugento e dal suo territorio nel passato. Voluta da Carlo V nel XVI secolo come sito di difesa contro i saraceni, si trova su un piccolo promontorio proteso in mare che divide idealmente a metà la costa ugentina. A nord infatti, si estende la parte rocciosa, piuttosto bassa quasi ovunque, mentre a sud, oltrepassata la zona del porto, iniziano le celebri coste sabbiose, bianche e fini, che attirano i turisti da tutta Italia e dall'estero. Nel corso dei secoli, la sua funzione è mutata. Da torre di vedetta è diventata faro, per il sollievo dei naviganti che da sempre incappano nelle pericolosissime secche, situate proprio in prossimità del segnale luminoso. Attualmente è di proprietà della Marina Militare in quanto è sede della Guardia Costiera. Ai suoi piedi, oltre alle mura messapiche di cui si è detto, ogni anno a Natale viene allestito un piccolo presepe all'aperto che costituisce un'inusuale attrattiva. Nel periodo estivo invece, nella piazzetta sottostante, si tengono i vari festeggiamenti che caratterizzano l'estate ugentina: in particolare, si tiene la Festa dell'Emigrante (generalmente la prima settimana del mese di agosto). Caratteristico è il suo aspetto: la piastrellatura bianca e nera, disposta in foggia di una grande scacchiera, oltre a rendere la torre visibile da grande distanza in mare, la identifica nell'immaginario collettivo.

## Geografia fisica

### Territorio

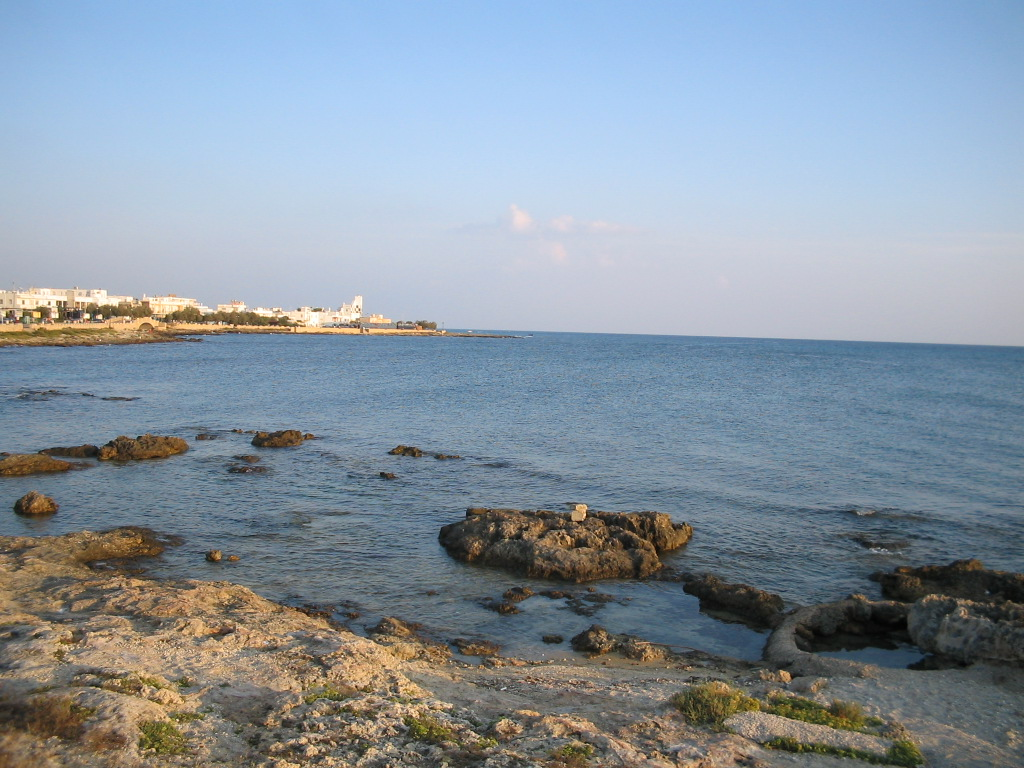
Litorale roccioso

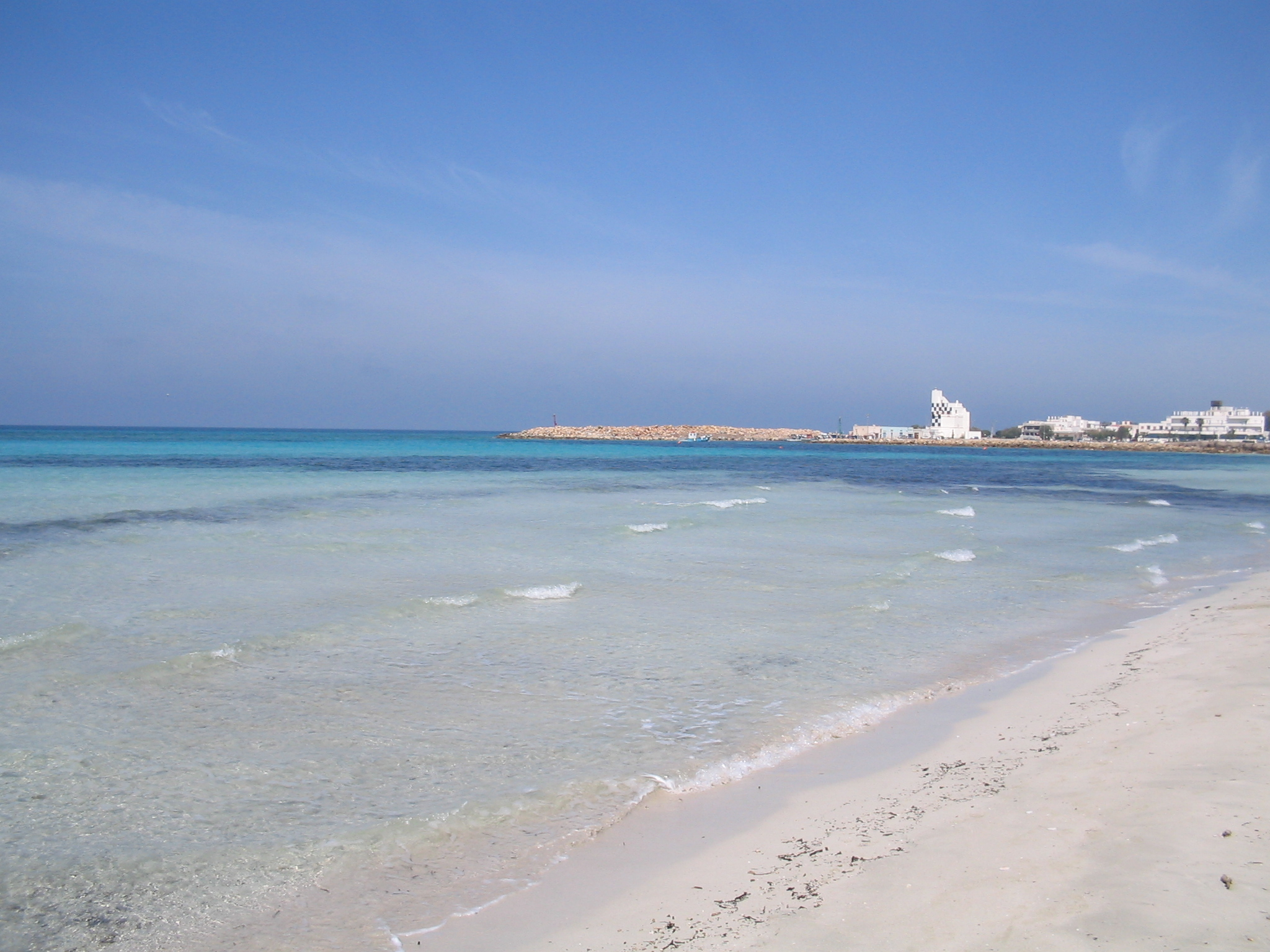
Litorale sabbioso

Il territorio di Torre San Giovanni è piuttosto esteso e variegato. Oltre alla zona abitata, che si concentra nei dintorni della Torre e si estende dalla contrada Mare Verde a nord fino all'inizio della contrada Fontanelle a sud, sono presenti zone di grande interesse storico-archeologico (le vestigia antiche di contrada Pazze) e naturalistico (l'importante sito della pineta comunale). Inoltre, similmente al territorio di Ugento, sono presenti vaste zone agricole e adibite a pascoli. In particolare, nel territorio di Torre San Giovanni insistono la maggior parte dei bacini di bonifica e dei relativi canali che permisero il debellamento della malaria. Il paesaggio urbano e rurale, quindi, ne risulta fortemente caratterizzato. I litorali, sabbiosi e rocciosi, ospitano una grandissima varietà di piante, prevalentemente riconducibili alle specie che formano la macchia mediterranea. Sulle sabbie della costa vegeta una specie rarissima ossia il Fiordaliso di Creta (Centaurea pumilio L.) , seriamente minacciato dalle attività umane, soprattutto turistiche.
Il territorio di Torre San Giovanni ha risentito pesantemente di trasformazioni attuate in nome di logiche commerciali, volte a sfruttare il più possibile le risorse naturali riccamente presenti sotto il profilo turistico. Particolarmente drammatico si è rivelato il problema dell'erosione marina, che nel giro di pochi anni ha mutato l'aspetto della costa, soprattutto nel versante sabbioso. A causa di questo fenomeno, l'estensione delle spiagge in larghezza è andata via via assottigliandosi, fino a sparire del tutto in alcuni tratti. Ciò è imputabile allo scarso rispetto della naturale e originaria morfologia del territorio: lo spianamento delle dune, l'eradicazione della vegetazione spontanea e l'abusivismo edilizio hanno enfatizzato (e in alcuni casi provocato) l'azione distruttiva del vento e delle correnti marine, consentendo un'azione erosiva accelerata rispetto ai tempi naturali. Questo è particolarmente visibile nella spiaggia adiacente alla lussureggiante pineta, a sud del centro abitato. L'abbattimento di zone arboree in alcuni casi significativamente estese per consentire la costruzione di grandi villaggi turistici ha privato la terra del prezioso sostegno delle radici degli alberi. Le correnti particolarmente forti e il vento sferzante hanno fatto il resto, provocando il crollo e il conseguente inghiottimento di interi tratti di spiaggia.
Analoga è la storia del porto turistico. Sito nello stesso luogo dove un tempo attraccarono le grandi navi romane, protetto e segnalato dalla torre a scacchi, esso ha subìto grandi trasformazioni nel corso degli anni, con l'intenzione di aumentarne la capacità per venire incontro alle sempre crescenti richieste di posti barca. Gli ultimi lavori hanno però peggiorato la situazione preesistente aumentando si gli approdi disponibili, ma al tempo danneggiando gravemente una zona di costa da sempre appannaggio dei bagnanti. A questo si aggiunga l'inquinamento delle acque, causato dallo sversamento nei canali di bonifica (che sfociano in mare) delle acque nere. Il risultato è stato che presso un'insenatura di costa rocciosa (che per la sua particolare conformazione e per la presenza delle secche presenta un ricambio delle acque particolarmente lento) è stato apposto il divieto di balneazione a scopo precauzionale.
Ciononostante, le acque cristalline di Torre San Giovanni si sono fregiate per ben tre volte a cavallo degli anni novanta della Bandiera Blu della “Foundation for Environmental Education” (FEE). La popolazione fissa (quindi non legata alla stagionalità turistica) ha conosciuto delle sorti altalenanti. Sicuramente ben lontana dai numeri di un vero e proprio paese, ma al contempo tale da rendere la definizione di "marina" inadatta, si è per molto tempo battuta per ottenere che a Torre San Giovanni fossero assegnati dei servizi che la rendessero pienamente fruibile anche durante il periodo invernale. Non essendo presenti delle scuole, un ufficio postale e un presidio medico stabile (negli ultimi due casi sono presenti uno sportello postale e un Pronto Soccorso, aperti però solo durante il periodo estivo), la marina si rendeva completamente dipendente da Ugento anche nelle più elementari esigenze. Per questo, i cittadini residenti si sono costituiti in associazione, ottenendo nel 2005 il riconoscimento dello status di frazione, il che dovrebbe consentire un pieno adeguamento di Torre San Giovanni ad area abitabile indipendentemente dalla stagione. La denominazione "Marina di Ugento" è però rimasta a caratterizzare la zona nel linguaggio comune, tanto da rendere il toponimo Torre San Giovanni non troppo conosciuto.

## Feste ed eventi

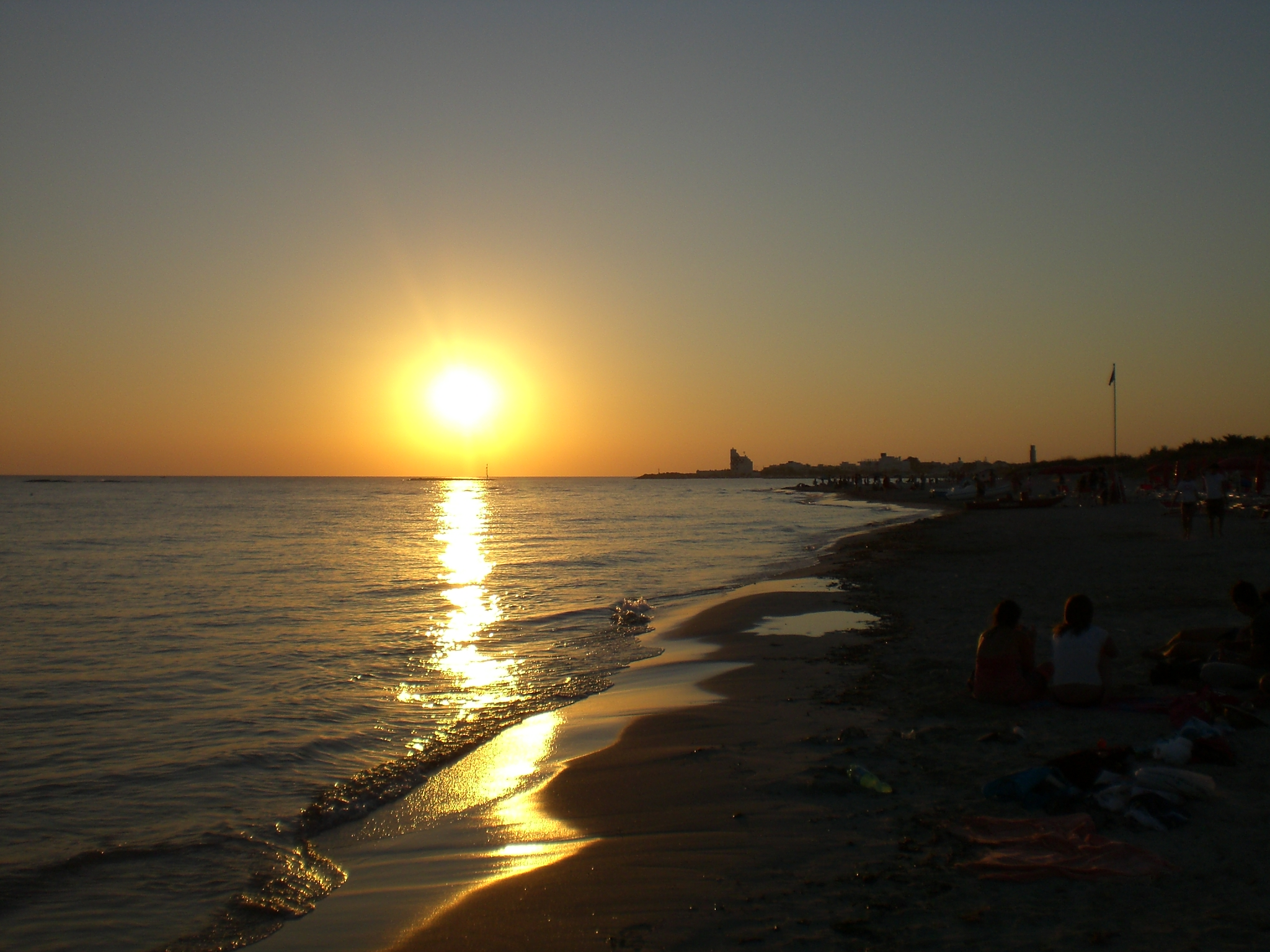
Tramonto sul mare di Torre San Giovanni

Numerosissimi sono gli eventi e le feste che animano l'estate di Torre San Giovanni. Spesso ospitate sul lungomare che costituisce una delle principali attrattive del centro, si svolgono sagre dedicate soprattutto ai prodotti enogastronomici tipici, organizzate dalla locale Pro Loco. In passato Corso Annibale è stato il teatro di alcune finali regionali del celebre concorso di Miss Italia.

### La festa della Madonna dell'Aiuto
Il culmine dell'estate ugentina è rappresentato dalla festa in onore della Madonna dell'Aiuto, culto particolarmente caro ai pescatori e ai naviganti della zona. Si tiene nei giorni a cavallo della seconda domenica del mese di agosto. Il programma civile prevede luminarie, bande, spettacoli musicali ed una colorata fiera, composta da numerose bancarelle ubicate nella zona a ridosso della torre, e uno spettacolo pirotecnico di pregevole fattura, che si tiene la sera della domenica sul molo peschereccio del porto, e risulta quindi particolarmente spettacolare. Il programma religioso invece presenta come evento principale la suggestiva processione in mare, con la statua della Vergine che viene portata in corteo dalla Chiesa al porto, successivamente imbarcata (normalmente su una grande paranza riccamente addobbata per l'occasione) e trasportata in mare aperto in processione lungo tutto il litorale. I fedeli, compresi il parroco, le autorità e persino la banda musicale, seguono l'imbarcazione di testa su altre barche o gommoni, proprio come accadrebbe in una normale processione per strada. Il momento è di particolare intensità emotiva, come dimostrato dal gran numero di persone che segue la processione dalla terraferma, aspettando la statua che ritorni nella Chiesa dove poi si tiene un'affollata Messa conclusiva.

## Galleria d'immagini

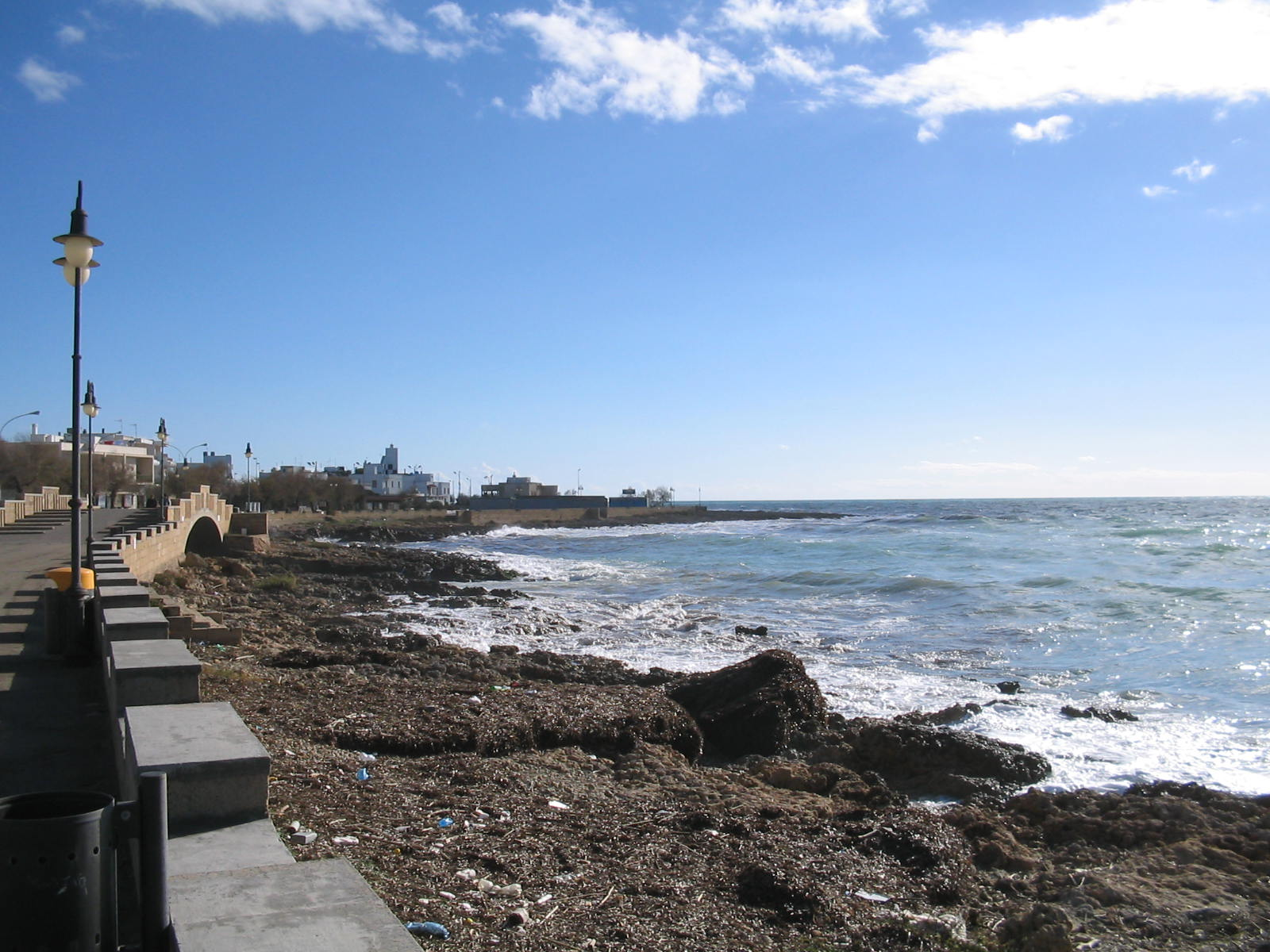
Ponte di Corso Annibale e litorale roccioso
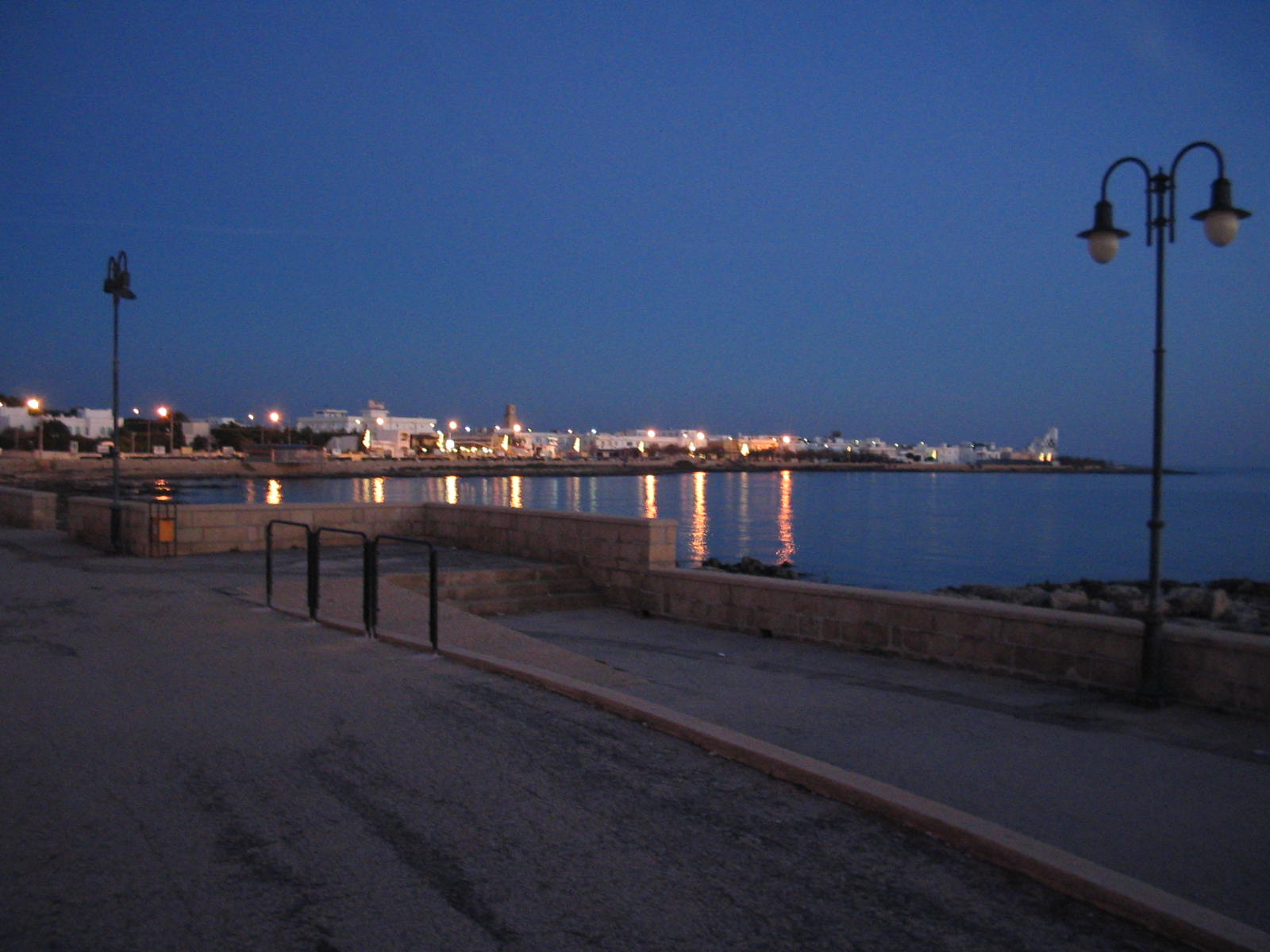
Corso Annibale al crepuscolo
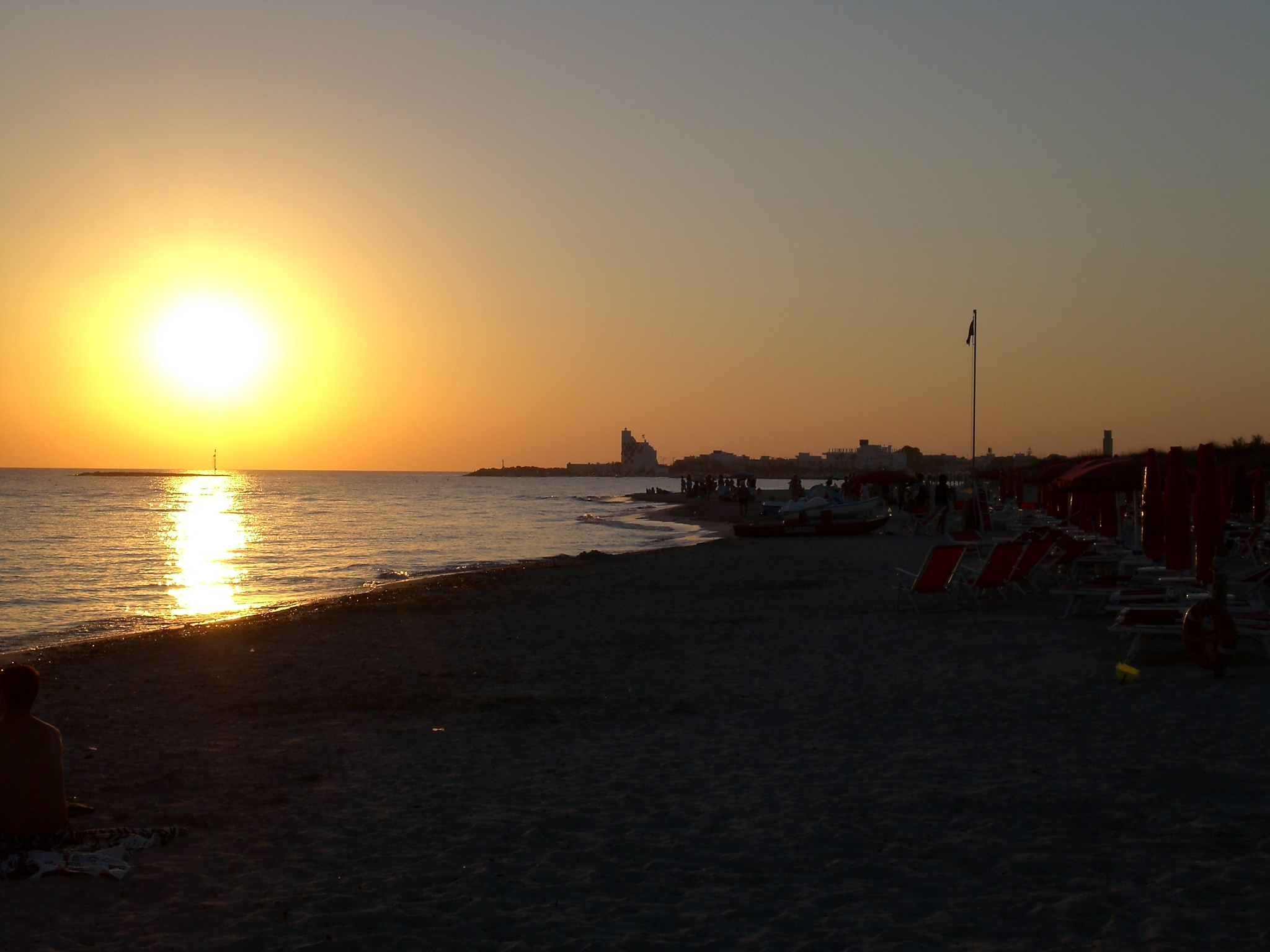
Tramonto visto da Lido Sabbioso
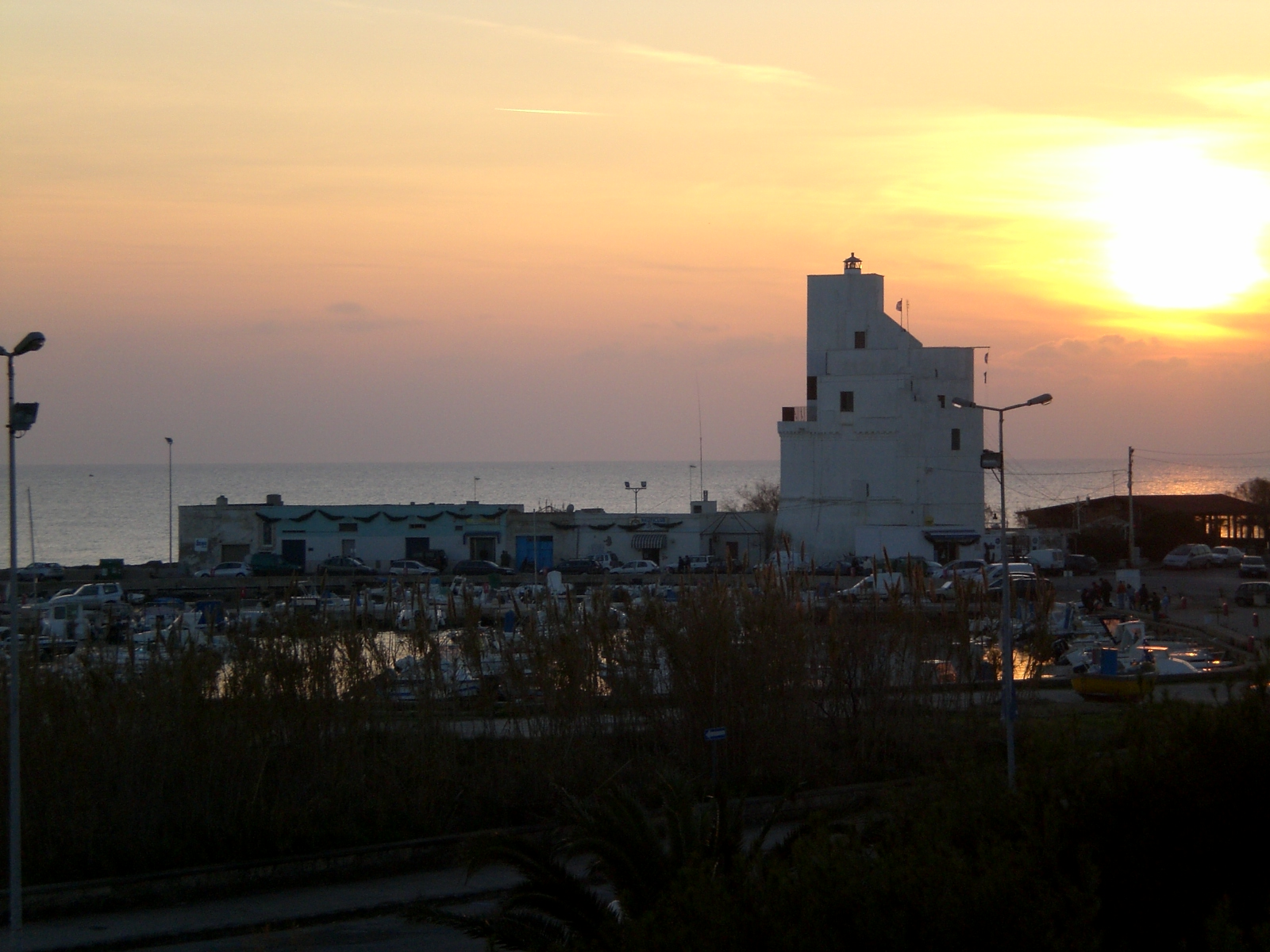
Tramonto sul porto
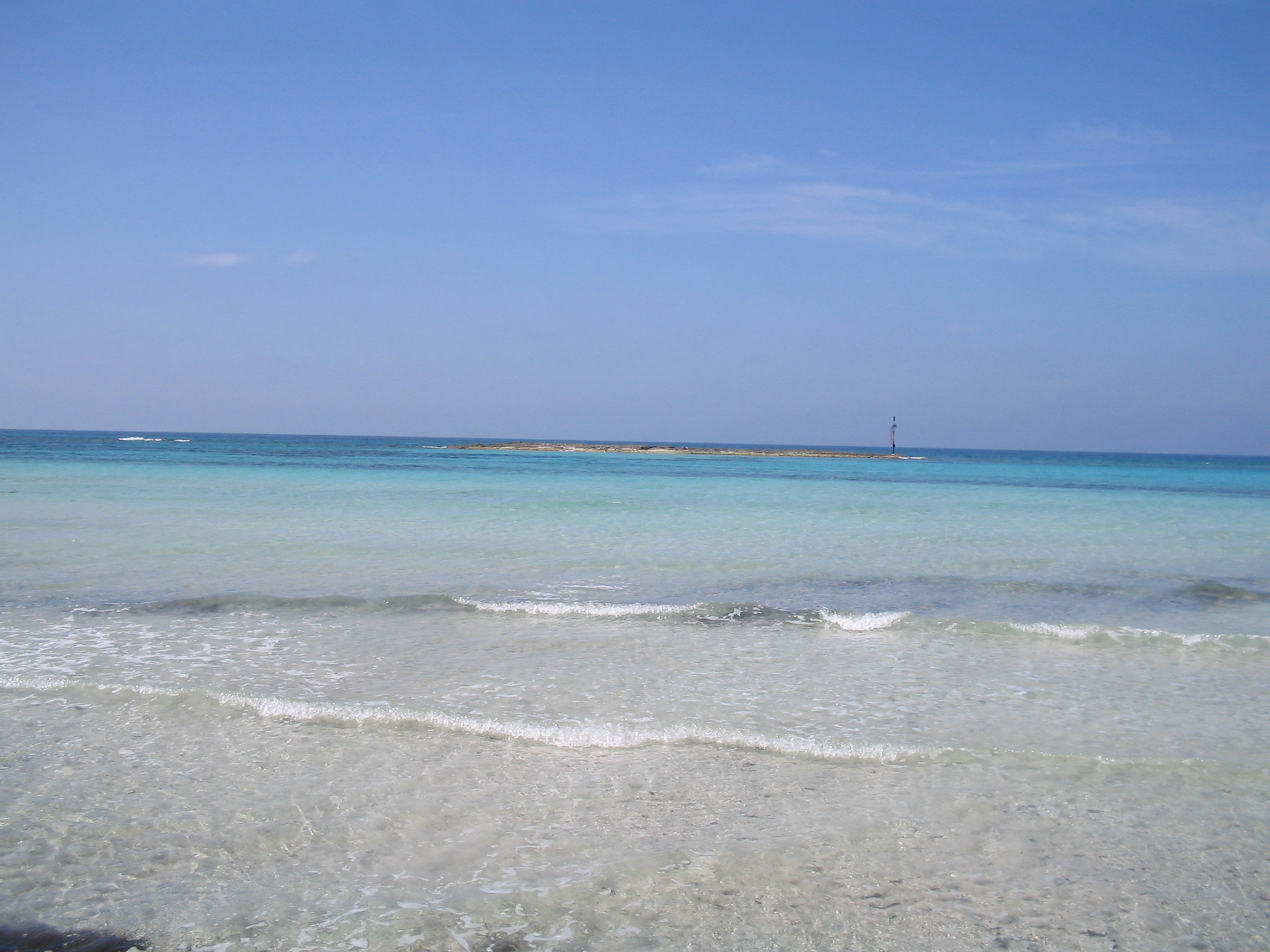
Acque cristalline
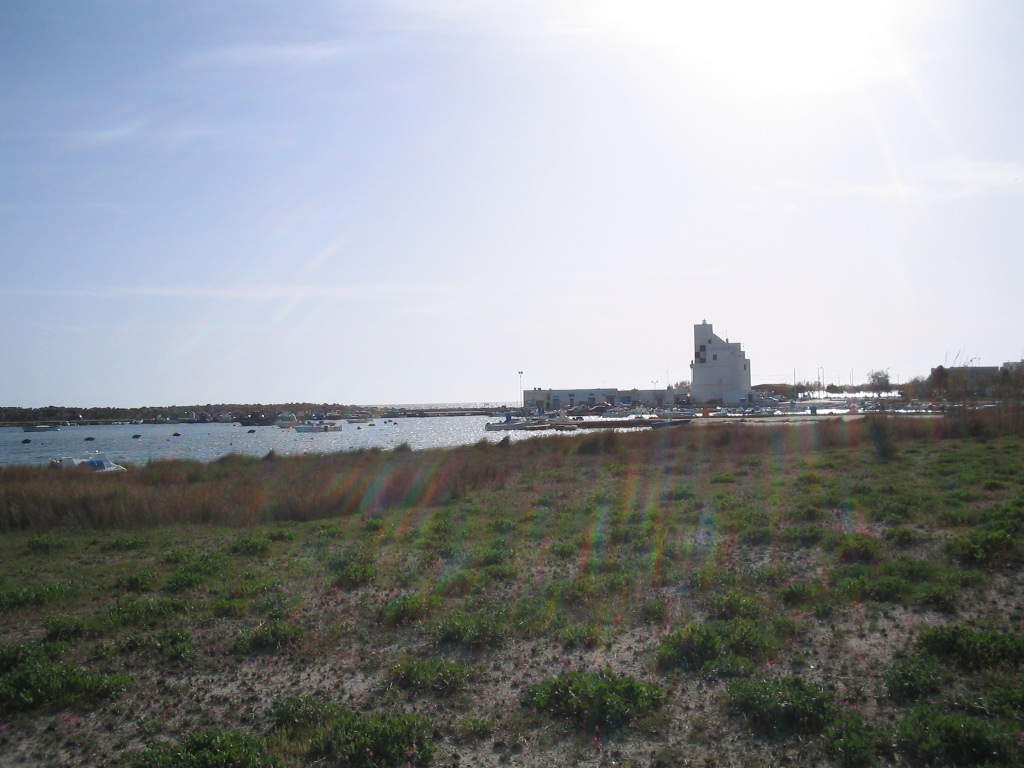
Porto turistico